# Supporters' Trust
En el ámbito del deporte británico, una Supporters' Trust es una organización o asociación formal, democrática y no lucrativa de aficionados que pretenden incrementar su influencia en el devenir del club al que apoyan.
Con el respaldo multilateral del gobierno británico, se creó la organización Supporters Direct para fomentar la creación de las “Supporters' Trust”, quienes a su vez pretenden promover la democratización en la propiedad del club en favor de los aficionados. De este modo animan a los aficionados a que formen las “Supporters' Trust” bajo la figura legal de IPS (Industrial and Provident Societies) apoyándolos en su creación, asesorándolos legalmente y financiando parte de los costes iniciales.
Existen alrededor de un centenar de “Supporters' Trust” en Inglaterra, Gales y Escocia, y la mayoría de esas asociaciones 
están relacionadas con clubes de fútbol, aunque también existen asociaciones para la “rugby league” y “rugby union” (dos modalidades del rugby).
Las “Supporters' Trusts” inicialmente se crearon en respuesta a las crisis económicas que amenazaban el futuro de los clubes, como el caso de Chesterfield, Lincoln y York. La intervención de “Supporter's Trusts” ha asegurado la supervivencia de alrededor de 20 clubes diferentes, participando en la administración – particularmente durante el periodo de crisis que sobrevino tras el colapso de la plataforma de televisión ITV Digital. Hoy en día las “Supporters' Trust” se crean fundamentalmente para aumentar la influencia en los clubes, a través de la participación económica en los mismos.
La primera asociación creada fue en el Northampton Town F.C. en enero de 1992. La mayor asociación es la Manchester United Supporters Trust, más conocida como Shareholders United (Accionistas Unidos), que tiene alrededor de 30000 miembros. Existen otras asociaciones grandes como las del Reading, Spurs y los Rangers en Escocia, las cuales tienen entre 3000 y 4500 miembros.

## Métodos para tener influencia en los clubs
El principal objetivo de una “Supporters' Trust” es la de servir de herramienta a los aficionados para influir en las decisiones del club. Esto se consigue por medio de una serie de estrategias diferentes, incluyendo la toma del control mediante la recaudación de fondos para financiar la adquisición de las acciones del club o representación directa en el Consejo.

## Propiedad del Club
El método más eficaz para influenciar en la toma de decisiones de un club es ser uno de los propietarios del mismo. Más de 60 “Supporters' Trusts” poseen en la actualidad acciones en sus clubes de fútbol, mientras que en 4 clubes de la liga de fútbol y otros 9 no pertenecientes a la Football League tienen, bien la posesión total, o bien una mayoría de la propiedad. Estos se distribuyen de la siguiente forma:
Clubes pertenecientes a la Football League:
- Brentford F.C. - Bees United
- Chesterfield F.C. - Chesterfield Football Supporters Society Ltd
- AFC Bournemouth
- Stockport County F.C. - Stockport County Trust
- AFC Wimbledon - The Dons Trust

Clubes no pertenecientes a la Football League:
- AFC Telford - Telford United Supporters' Trust
- Exeter City F.C. - Exeter City Supporters Trust
- Newport (IOW) F.C. - Newport (Isle of Wight) Supporters' Trust
- Enfield Town F.C. - Enfield Supporters' Society Ltd
- FC United of Manchester – (club establecido como IPS en sí mismo)
- Scarborough Athletic F.C.
- Clydebank F.C. - United Clydebank Supporters
- York City F.C. - York City Supporters Trust
- Runcorn Linnetts FC
- Cambridge City FC

## Representación en el consejo
Alrededor de 40 clubes de fútbol tienen representación dentro del consejo de administración de sus clubes de fútbol, como es el caso de la asociación Lincoln City Supporters' Trust en el club Lincoln City F.C..

## “Supporters' Trusts” en otros deportes
Las siguientes son asociaciones de Rugby Union en el Reino Unido:
- Bristol Rugby Independent Supporters (BRIS), representando al Bristol RFC.
- Call To Arms Supporters Trust, representando al Cardiff Rugby (Cardiff RFC y los Cardiff Blues).
- Friends of Newport Rugby, representando Newport RFC.
- Scarlets Supporters Trust, representando a Llanelli rugby (Llanelli RFC y Llanelli Scarlets).

## “Supporters' Trusts” (Asociaciones de Accionistas y aficionados) en España
En el fútbol español han comenzado a organizarse colectivos de seguidores bajo un modelo claramente encuadrado en el concepto de Supporter's Trust o asociaciones de aficionados. Entre otras, se cuentan las siguientes asociaciones de aficionados y pequeños accionistas del fútbol español:
APARZ: Asociación pequeños accionistas del Real Zaragoza
- Atlético de Madrid: Asociación Señales de Humo (ASdH)
- Real Betis Balompié: Asociación Por Nuestro Betis (PNB)
- Deportivo Alavés: Asociación Accionistas Albiazules
- Real Club Deportivo Espanyol: Asociación de Pequeños y Medianos Accionistas del Espanyol (APMAE)
- Real Club Deportivo de La Coruña: SuperAcción
- Levante Unión Deportiva: Asociación de pequeños accionistas del Levante (APAL)
- Real Oviedo: Asociación Espíritu 2003
- Real Club Recreativo de Huelva: Recreativo Supporters' Trust
- Racing de Santander: Plataforma Racinguista
- Sevilla Fútbol Club: Asociación de pequeños accionistas del Sevilla F. C.
- Valencia Club de Fútbol: Asociación de pequeños accionistas del Valencia C. F. (APAVCF)

La mayoría de ellas se encuentran federadas en la denominada Federación de Accionistas y Socios del Fútbol Español